# Pareucephalacris diasyrtica
Pareucephalacris diasyrtica is een rechtvleugelig insect uit de familie veldsprinkhanen (Acrididae). De wetenschappelijke naam van deze soort is voor het eerst geldig gepubliceerd in 1980 door Descamps.